# Sklípkan kadeřavý
Sklípkan kadeřavý (Tliltocatl albopilosus; dříve Brachypelma albopilosum) je sklípkan žijící v tropických lesích Kostariky, Nikaraguy a Hondurasu. Vzhledem ke své mírné povaze a velmi snadnému chovu patří mezi nejběžnější druhy chované v zajetí. Mláďata rostou poměrně rychle a při optimálním krmení a teplotě 25–28 °C dospívají během 2–3 let. Velikost dospělé samice je 7–8 cm (délka těla bez končetin), samci mohou být o 1–2 cm menší.
Na rozdíl od ostatních zástupců rodu Tliltocatl je tento sklípkan tmavě hnědý s bílými nebo světle hnědými kudrnatými chloupky na zadečku a končetinách. Světle hnědé nebo zlaté chloupky mají pavouci pocházející z Hondurasu, bíle a více kudrnaté zase pavouci z Kostariky a Nikaraguy. V nedávné době se proto objevily v odborné literatuře domněnky, že se může jednat o dva odlišné druhy. Vzhledem k podobnosti však bude třeba pro potvrzení nebo vyvrácení této domněnky genetická analýza.
Stejně jako u příbuzných druhů rodů Tliltocatl a Brachypelma se i zde jedná se poměrně klidného sklípkana, který se brání pouze vyčesáváním chloupků ze zadečku. Ty jsou velmi jemné a snadno se zabodávají do kůže a sliznic a vyvolávají svědění, pálení a případně i alergické reakce. Jen velmi vzácně může i kousnout, ale jeho jedovatost není nijak zásadní.
V listopadu 2019 byl rod Brachypelma rozdělen na rody Brachypelma a Tliltocatl, sklípkan kadeřavý byl zařazen do druhého zmíněného.